# Линчевский, Борис Вадимович
Борис Вадимович Линчевский (род. 27 июня 1928) — советский и российский учёный-металлург, специалист в области вакуумной индукционной плавки. Доктор технических наук, профессор кафедры «Технологии и оборудование металлургических процессов» Московского политехнического университета. Заслуженный деятель науки и техники РСФСР.

## Биография
Родился 27 июня 1928 года. После окончания московской школы поступил в Московский институт стали. В институте учился одновременно на металлургическом и физико-химических факультетах, защитил две дипломные работы. Научную деятельность Б. В. Линчевский продолжил в аспирантуре МИС, в 1955 году защитил кандидатскую диссертацию на тему «Растворимость кислорода в жидком железе и расплавах железа с марганцем».
После защиты работал в Институте металлургии АН СССР, откуда в 1962 году перешёл на преподавательскую работу в Московский вечерний металлургический институт, где в течение 30 лет он является деканом металлургического факультета. Работал в качестве стипендиата фонда Фулбрайта в Университете Карнеги-Меллон (США). В 1970 году в МИСиС защитил докторскую диссертацию «Металлургические возможности вакуумных индукционных печей».
В настоящее время — профессор кафедры «Технологии и оборудование металлургических процессов» Московского политехнического университета, поглотившего Московский вечерний металлургический институт.

## Научная и преподавательская деятельность
Во время обучения в Московском институте стали одновременно на металлургическом и физико-химических факультетах, выполнил две научно-исследовательские дипломные работы по кафедрам «электрометаллургии стали и ферросплавов» и «коррозии и защиты металлов». Обе работы были опубликованы. В работе по исследованию раскислительной способности хрома Б. В. Линчевскому совместно с его руководителем, академиком A.M. Самариным удалось открыть ныне широко известное явление минимума на кривой раскислительной способности элемента-раскислителя в металлических расплавах.
В Институте металлургии АН СССР начал цикл работ по вакуумной индукционной плавке. Теория и технология выплавки специальных сталей и сплавов в вакуумных индукционных печах легли в основу его докторской диссертации. Основные положения, разработанные Б. В. Линчевским в диссертации, широко используются в специальной электрометаллургии в области вакуумной индукционной плавки.
Среди научных разработок, выполненных при его непосредственном участии или под его руководством, следует назвать исследования по диффузии газов в металлических расплавах и установление связи между растворимостью газа в расплаве и его диффузионной подвижностью, исследование раскислительной способности различных элементов в сплавах на основе железа и никеля, разработку основ электрохимического раскисления, определения активности азота в расплавах с использованием электрохимических ячеек, разработку датчика для определения активности азота.
Результаты научных исследований опубликованы в виде статей, авторских свидетельств. Б. В. Линчевский является автором около 200 книг. К числу наиболее известных изданий относятся: «Вакуумная металлургия стали и сплавов», «Вакуумная индукционная плавка», «Термодинамика и кинетика взаимодействия газов с жидкими металлами». Под его руководством защищены 22 кандидатские диссертации, получили дипломы инженера более 150 человек.
Учебные пособия и учебники, автором которых он является: «Техника металлургического эксперимента», «Физическая химия», «Металлургия чёрных металлов», «Основы производства и обработки металлов» (в соавторстве с Г. Н. Еланским и А. А. Кальменевым, используются во многих вузах страны для подготовки металлургов.
Б. В. Линчевский много лет работал членом диссертационного совета по присуждению учёных степеней МИСиС, более 30 лет работал в редколлегии журнала «Известия вузов. Чёрная металлургия».
Отец — профессор Линчевский, Вадим Павлович

## Авторские свидетельства СССР
- Способ дегазации жидкого металла // 1130616 БЕШКАРЕВ ВАЛЕРИЙ ТОМАСОВИЧ, ТАРАКАНОВ ЮРИЙ ВЕНИАМИНОВИЧ, ДУБОВИК ТАТЬЯНА ВАСИЛЬЕВНА, ЛИНЧЕВСКИЙ БОРИС ВАДИМОВИЧ, ОЧКАС ЛАРИСА ФЕДОРОВНА, СОБОЛЕВСКИЙ АЛЕКСАНДР ЛЬВОВИЧ
- Электрохимическая ячейка для определения азота при высоковакуумной плавке // 1056035 БЕШКАРЕВ ВАЛЕРИЙ ТОМАСОВИЧ, ТАРАКАНОВ ЮРИЙ ВЕНИАМИНОВИЧ, ДУБОВИК ТАТЬЯНА ВАСИЛЬЕВНА, СОБОЛЕВСКИЙ АЛЕКСАНДР ЛЬВОВИЧ, ЛИНЧЕВСКИЙ БОРИС ВАДИМОВИЧ
- Способ электрохимического раскисления жидкого металла // 846567 КАХАНОВ АЛЕКСАНДР ДЕМЬЯНОВИЧ, СОБОЛЕВСКИЙ АЛЕКСАНДР ЛЬВОВИЧ, ЛИНЧЕВСКИЙ БОРИС ВАДИМОВИЧ
- Способ определения коэффициентов диффузии кислорода в жидких металлах // 699400[4] ЛИНЧЕВСКИЙ БОРИС ВАДИМОВИЧ, ТАРАКАНОВ ЮРИЙ ВЕНИАМИНОВИЧ, КАХАНОВ АЛЕКСАНДР ДЕМЬЯНОВИЧ
- Способ десульфурации металла а.с. СССР № 186526 Волков С. Е. Линчевский Б. В. Побегайло В. М. Поляков А. Ю. Самарин А. М.

## Награды и звания
- Орден Дружбы народов
- Заслуженный деятель науки и техники РСФСР